# Douglas X-3
Douglas X-3 Stiletto byl experimentální americký letoun s proudovým pohonem, který vznikl během 50. let 20. století. Byl vyroben společností Douglas Aircraft. Letoun měl posloužit k výzkumu letu při rychlostech okolo dvounásobku rychlosti zvuku, ale potíže se zástavbou motorů vedly k tomu, že byl osazen méně výkonnými pohonnými jednotkami. Díky tomu nedosahoval letoun původních plánovaných výkonů. Přestože letoun selhal ve svém původním určení, přispěl k objasnění ztráty ovladatelnosti při vyšších rychlostech. Přínosem letounu také byla data pro výrobce pneumatik, neboť letoun měl vysokou vzletovou (418 km/h) i přistávací rychlost (321 km/h).

## Historie
Roku 1941 požádalo Americké armádní letectvo (USAAF) společnost Douglas Aircraft Company, aby prozkoumala možnosti týkající se nadzvukových letů.
Konkrétní žádost na nadzvukové letadlo dosahující rychlosti Mach 1 byla společnosti předána v prosinci roku 1943. Předběžný návrh byl schválen o měsíc později. Tehdejší minisitr války minisitr války schválil 30. června 1945 žádost Douglasu na vyvinutí letadla dosahující rychlosti Mach 2, které by mělo létat po dobu nejméně 30 minut a pohybovat se až do výšky 30 000 stop (9 144 m). Na rozdíl od konkurenčního  raketového Bellu X-1 měl vzlétat vlastní silou.
Douglas projektoval tento letoun jednak pro výzkum aerodynamických jevů při trvalé rychlosti okolo Mach 2 a také pro vyzkoušení velmi krátkých křídel s úzkým profilem. Schopnost dlouhodobého letu okolo rychlosti Mach 2 dávala šanci na získaní mnohem většího množství dat, než bylo možno získat při použití raketových letounů, jako byl Bell X-1, či Bell X-2.
V prosinci 1948 se zrodila maketa letounu, ukázalo se, že motory J46, vyvíjené firmou Westinghouse, jsou příliš velké na to, aby se mohly použít v budoucím prototypu. Také nadčasový futuristický design, který ve své konstrukci využíval titan, nedával mnoho prostoru k velkým úpravám. To konstruktéry nakonec vedlo k tomu, že opustili myšlenku na slibné motory J46 a místo nich letoun vybavili menšími, ale také o mnoho méně výkonnými motory J34-WE-17.
30. září 1951 proběhl roll out  letounu v kalifornské Santa Monica. Na leteckou základnu Edwardsovu leteckou základnu byl doručen 11. září 1952.

## První let
První let X-3 (sériové číslo 49-2892) proběhl 20. října 1952 a přinesl veliké zklamání. Mnohem slabší motory J34 nebyly schopny dodat dostatek tahu na to, aby se letoun dostal na Machovo číslo 2 tak, jak bylo původně očekáváno. Letoun nebyl schopen překonat ve vodorovném letu dokonce ani Mach 1.
Nedosažení očekávané rychlosti bylo důvodem předání X-3 již 23. srpna 1954 k dalšímu výzkumu NACA.
Shoda náhod přispěla k tomu, že přestože X-3 selhal v tom, co se od něj původně očekávalo, nakonec přispěl velkou měrou k vyřešení velké záhady, která trápila všechny dosavadní rychlostní letouny. Dne 27. října 1954 testovací pilot Joseph A. „Joe“ Walker letěl s letounem X-3 rychlostí 0,92 Mach. Ovládání letounu bylo velmi nesnadné, letoun byl nestabilní a pilot přiznal, že v určitých částech letu neměl stroj prakticky vůbec pod kontrolou. Při pozdějším bádání se přišlo na to, že se stejnými problémy se setkali i testovací piloti programu X-1 a rovněž první sériové stroje F-100A. Zdrojem problémů se nakonec ukázalo nevhodné rozložení hmoty letounu, kdy množství hmoty v křídlech a ovládacích plochách nebylo dostatečné k poměru hmoty trupu. Se vzrůstající rychlostí se zvyšuje i hybnost letounu a sebemenší výchylka se stává obrovskou pákou se středem v těžišti letounu. Ke zvládnutí těchto momentů se musí užít odpovídající síla na ocasních plochách (plovoucí výškovka, elevony, kachní plošky, vortex generátor, kýlová plocha). K vyřešení tohoto problému se stal X-3 naprosto ideálním nástrojem a poskytl vědcům nakonec velmi cenná data. Poslední 26. let stroje provedl pilot Walker 23. května 1956.
Od 28. září 1956 je jediný postavený X-3 trvale vystaven v United States Air Force Museum na základně Wright-Patterson.

## Specifikace (X-3)

### Technické údaje
- Posádka: 1
- Délka: 20,3 m
- Rozpětí: 6,9 m
- Výška: 3,8 m
- Plocha křídel: 15,47 m²
- Prázdná hmotnost: 7 310 kg
- Vzletová hmotnost: 10 810 kg
- Pohon: 2× proudový motor Westinghouse J34, každý o tahu 15,0 kN (21,6 kN s přídavným spalováním)

### Výkony
- Maximální rychlost: 1 125 km/h
- Dostup: 11 600 m
- Poměr výkonu/hmotnosti: 0,4 kN/kg